# 艾奇逊 (堪萨斯州)
艾奇逊（Atchison）位于美国堪萨斯州东北密苏里河畔，是艾奇逊县的首府，人口约1万（2000年）。
艾奇逊是为了纪念来自密苏里州参议员戴维·赖斯·艾奇逊。